# Knihovna šťastných lidí
Knihovna šťastných lidí byla edice pražského nakladatelství Zmatlík a Palička, které v ní v letech 1919–1938 vydávalo především speciální odbornou okultní literaturu (celkem 73 svazků). Souvisela s ní i Románová okultní knihovna šťastných lidí, v níž vyšlo několik (6 svazků) podobně tematicky laděných, ovšem beletristických děl. Většinu děl pro tyto edice překládal (20, resp. 5 titulů) nebo přímo psal (23 titulů) Karel Weinfurter.

## Knihovna šťastných lidí
- sv. I. Mahatma Arkaja B.: Ráj pozemský, cesta ku dosažení lepšího a šťastnějšího života (1919)
- sv. II. Jan Jerza: Hodiny šťastného člověka (1919)
- sv. III. J. Felix: Jak mohu působiti do dálky (1919)
- sv. IV. Florence Marryatová: Není smrti (1919)
- sv. V. Petr Kettenfeier Rosegger: INRI (1919, překlad Otakar Kunstovný)
- sv. VI. Prentice Mulford: Dar Ducha, řada I. Magické síly člověka a jejich použití (1919)
- sv. VII. Jan Dědina: Z lásky. Kytice roztomilých motivů životních (1919)
- sv. VIII. Svámi Abhedánanda: Pět stezek k nejvyšší pravdě (1919)
- sv. IX. Elisabeth Townová: Člověk pánem svého osudu (Jsem Boží slunce) (1919)
- sv. X. Karel z Eckartshausenu: Mystické noci (1919)
- sv. XI. Swami Vivekananda: Budoucnost duchovního člověka (1919)
- sv. XII. Karel Heise: Stáří světa podle okkultních nauk (1920)
- sv. XIII. prof. František Jezdinský: Jasnovidnost dle vlastního poznání (1920)
- sv. XIV. Lillian de Waters: Proč jsi nemocen? (1920)
- sv. XV. Svami Vivekananda: Karma Yoga, cesta k dokonalosti skutky (1920)
- sv. XVI. Helena Petrovna Blavatská: Hlas ticha a jiné fragmenty z Knihy zlatých pravidel (1920)
- sv. XVII. Prentice Mulford: Dar Ducha, řada II. Kouzelná moc čili zákon změny (1920)
- sv. XVIII. Karel Weinfurter: Jak badati ve spiritualismu (1920)
- sv. XIX. Prentice Mulford: Dar Ducha, řada III. Síla a jak jí nabýváme (1920)
- sv. XX. prof. František Jezdinský: Za pravdou (1920)
- sv. XXI. Paul Sédir: Sedm mystických zahrad (1920)
- sv. XXII. Pavla Moudrá: Čtyři velká náboženství (1920)
- sv. XXIII. Prentice Mulford: Dar Ducha, řada IV. Hleďme vpřed (1920)
- sv. XXIV. Josef Černý: Hlasatel lidskosti a učitel vyššího života Jan Amos Komenský (1921)
- sv. XXV. Bo Yin Ra: Kniha o živém Bohu (1921)
- sv. XXVI. Prentice Mulford: Dar Ducha, řada V. Jak udržíme svoji sílu (1921)
- sv. XXVII. Pierre Piobb: Formulář vysoké magie (1921)
- sv. XXVIII. Prentice Mulford: Dar Ducha, řada VI. Vzdělávání sebe čili umění učiti se (1922)
- sv. XXIX. Arnošt Czech z Czechenherzu: Hledající lidstvo. Brevíř mága dvacátého století (1922)
- sv. XXX.–XXXIV. Mabel Collinsová: Světlo na cestu a Karma. Koruna lásky. Volání z dáli;

Honoré de Balzac: Ježíš Kristus ve Flandřích; Lorenzo Verdun di Cantogno: Okultní slunce (1922)
- sv. XXXV. Prentice Mulford: Dar ducha, řada VII. Léčení nestřídmosti pomocí zákona žádosti (1922)
- sv. XXXVI. Prentice Mulford: Dar ducha, řada VIII. Myšlenkové proudy (1922)
- sv. XXXVII. Karel Weinfurter: Ohnivý keř čili odhalená cesta mystická. (1923)
- sv. XXXVIII. Pandit Rama Prasad Kasyapa: Věda dechu. Hodiny šťastného člověka díl II. (1923)
- sv. XXXIX. Swami Vivekananda: Radža Joga čili ovládnutí vnitřní podstaty (1924)
- sv. XL. Anna Graneová: Neosobní život. Klíč k pochopení nejvyššího vnitřního života (1924)
- sv. XLI. Arthur Conan Doyle: Nové zjevení (1924)
- sv. XLII. Louis Claude de Saint Martin: Ejhle člověk! (1924)
- sv. XLIII. Jaroslav Matoušek: Jakub Böhme, jeho život, spisy a učení (1924)
- sv. XLIV. Swami Vivekananda: Radža Joga, díl II. Pataňdžaliho Jógasútry (1925)
- sv. XLV. J. B. Kerning: Testament; Weinfurter: Praktická mystika (II. díl Ohnivého keře) (1925)
- sv. XLVI. Bhagavad-Gita (překlad a komentáře K. Weinfurter) (1926)
- sv. XLVII. Eduard Schüré: Velcí zasvěcenci. Tajné dějiny náboženství (1926)
- sv. XLVIII. Karel Weinfurter: Životní magnetismus (1927)
- sv. XLIX. Karel Weinfurter: Stigmatisace čili jízvy ran Kristových (1927)
- sv. L. Anna Graneová: Učitel (1927)
- sv. LI. Prentice Mulford a Karel Weinfurter: Zlozvyk umírání (1927)
- sv. LII. Haleizovu: Barva vládne světem (1928)
- sv. LIII. Arnošt Czech Czechenherz: Brahmánská moudrost (1929)
- sv. LIV. Karel Weinfurter: Bible ve světle mystiky, řada I. Evangelium sv. Jana (1929)
- sv. LV. Karel Weinfurter: Bible ve světle mystiky, řada II. Epištoly sv. Pavla, první část (1930)
- sv. LVI. Karel Weinfurter: Bible ve světle mystiky, řada III. Epištoly sv. Pavla, druhá část (1930)
- sv. LVI. Karel Weinfurter: Bible ve světle mystiky, řada IV. Evangelium sv. Matouše (1930)
- sv. LVII. Karel Weinfurter: Bible ve světle mystiky, řada V. Evangelium sv. Lukáše (1930)
- sv. LVIII. Karel Weinfurter: Bible ve světle mystiky, řada VI. Evangelium sv. Marka a Zjevení sv. Jana (1930)
- sv. LIX. Karel Weinfurter: Bible ve světle mystiky, řada VII. Skutkové sv. Apoštolů. Apokryfy (1930)
- sv. LX. Karel Weinfurter: Bible ve světle mystiky, řada VIII. První evangelium o dětství Ježíše Krista (1930)
- sv. LXII. Karel Weinfurter: Bible ve světle mystiky, řada IX. Apokryfy. Pastýř Hermův (1930)
- sv. LXIII. Karel Weinfurter: Bible ve světle mystiky, řada X. Apokryfy, kniha I. (1930)
- sv. LXIV. Karel Weinfurter: Bible ve světle mystiky, řada XI. Apokryfy, kniha II. (1930)
- sv. LXV. Karel Weinfurter: Ohnivý keř, díl III. (1930)
- sv. LXVI. Karel Weinfurter: Magie v lásce (1931)
- sv. LXVII. Karel Weinfurter: Astrologie všeobecná (1931)
- sv. LXVIII. Karel Weinfurter: Astrologie specielní (1931)
- sv. LXIX. Viktor Mikuška: Maurice Maeterlinck, badatel a filosof duševna (1931)
- sv. LXX. Svatmaram Svami: Lampa k Hatha-Jógu (1936)
- sv. LXXI. Karel Weinfurter: Mystický slabikář (1936)
- sv. LXXII. Karel Weinfurter: Hypnosa a sugesce (1937)
- sv. LXXIII. Oldřich Eliáš: Kabbala. Pojem, dějiny a prameny (1938)

## Románová okultní knihovna šťastných lidí
- sv. 1. A. C. Doyle: Tajemství zámku Cloomberu (1920)
- sv. 2. M. Corelli: Román dvou světů (1920)
- sv. 3. Emilie Procházková: Marťané (psáno medijně) (1922)
- sv. 4. H. P. Blavatská: Příšerné povídky (1924)
- sv. 7. E. Bulwer-Lytton: Podivná historie, díl I. (1922)
- sv. 8. E. Bulwer-Lytton: Podivná historie, díl II. (1922)

Pozn.: vynechání čísel svazků 5. a 6. způsobil nesplněný ediční plán vydavatele